# Бадель, Густаво
Густа́во Ба́дель (исп. Gustavo Badell; 3 ноября 1972, Венесуэла — 13 июля 2023) — профессиональный бодибилдер.

## Биография
Родился 3 ноября 1972 года в Венесуэле.
В 15 лет начал заниматься боксом и кикбоксингом. После двух лет упорных тренировок Густаво решил перейти в любительский бокс. Поскольку он был слишком худым, тренер посоветовал ему набрать побольше веса и «подкачать» мышцы.
Тот последовал совету, и за сравнительно короткий срок спортсмену удалось заметно нарастить мышечную массу.
Тогда знакомые предложили ему заняться бодибилдингом. Сначала Густаво не хотел ничего и слышать, мотивируя свой отказ желанием стать боксёром. Однако друзья уговорили его, и Густаво решил попробовать свои силы в культуризме. Через полгода он выиграл свой первый конкурс.
Кроме того, Бадель — успешный персональный тренер. Среди его клиентов немало известных личностей. Он также является учредителем двух любительских шоу, которые проходят ежегодно.
Скончался 13 июля 2023 года на 51-м году жизни.

## Личная жизнь
Был женат и имел двоих детей: сын Густаво-младший (англ. Gustavo Jr.) и дочь Барби Энн (англ. Barbie Ann). Проживал в Пуэрто-Рико.

## История выступлений
| Год  | Соревнования                | Место |
| ---- | --------------------------- | ----- |
| 2009 | Мистер Олимпия              | 13    |
| 2009 | Атлантик-Сити Про           | 1     |
| 2009 | Арнольд Классик             | 11    |
| 2008 | Мистер Олимпия              | 10    |
| 2008 | Арнольд Классик             | 6     |
| 2008 | Айронмен Про                | 2     |
| 2007 | Мистер Олимпия              | 8     |
| 2007 | Арнольд Классик             | 4     |
| 2006 | Мистер Олимпия              | 6     |
| 2006 | Сан-Франциско Про           | 1     |
| 2006 | Арнольд Классик             | 4     |
| 2005 | Мистер Олимпия              | 3     |
| 2005 | Арнольд Классик             | 3     |
| 2005 | Айронмен Про                | 1     |
| 2004 | Мистер Олимпия              | 3     |
| 2004 | Шоу Силы Про                | 3     |
| 2004 | Сан-Франциско Про           | 4     |
| 2004 | Арнольд Классик             | 7     |
| 2004 | Айронмен Про                | 3     |
| 2002 | Мистер Олимпия              | 24    |
| 2002 | Торонто/Монреаль Про        | 3     |
| 2002 | Ночь чемпионов              | 10    |
| 2002 | Европа Супершоу             | 6     |
| 2002 | Айронмен Про                | 13    |
| 2001 | Сан-Франциско Про           | 11    |
| 2001 | Айронмен Про                | 16    |
| 2000 | Гран При Англия             | 10    |
| 2000 | Чемпионат мира Про          | 11    |
| 2000 | Ночь чемпионов              | 18    |
| 2000 | Торонто/Монреаль Про        | 19    |
| 2000 | Айронмен Про                | 18    |
| 1999 | Гран При Англия             | 17    |
| 1999 | Чемпионат мира Про          | 14    |
| 1999 | Ночь чемпионов              | 19    |
| 1998 | Гран При Германия           | 9     |
| 1997 | Чемпионат Мира любительский | 10    |